# Stanisław Michał Starowieyski
Stanisław Michał Starowieyski herbu Biberstein (ur. 6 września 1815 w Różnicy, zm. 18 marca 1895 w  Bratkówce) – ziemianin, członek Rady Państwa, poseł na Sejm Krajowy Galicji.

## Życiorys
Był synem Franciszka Michała członka Stanów Galicyjskich, i Elżbiety z Badenich córki sekretarza królewskiego Stanisława Badeniego. Uczył się w latach 1826–1829 w gimnazjum w Nowym Sączu następnie studiował filozofię i prawo na Uniwersytecie Lwowskim. Zaprzyjaźnił się wtedy z Agenorem Gołuchowskim, z którym w 1838 odbył wspólną podróż po Europie Środkowej. W 1844 był komisarzem cyrkułowym i członkiem Sejmu Stanowego Galicyjskiego ze stanu rycerskiego. W 1847 przeniósł się do Wiednia, gdzie został urzędnikiem w ministerstwie spraw wewnętrznych. W 1849 przeniesiony został na stałe do Lwowa, na stanowisko sekretarza gubernialnego.
W 1852 opuścił urząd i osiadł w Bratkówce, która wraz z majątkiem w Odrzykoniu stanowiła dziedziczną własność jego żony Zofii Jabłonowskiej, córki Leona Jabłonowskiego. Z tego małżeństwa miał dwóch synów: Franciszka i Stanisława Jana oraz córki: Elżbietę Marię (1853–1886), zakonnicę Zgromadzenia Sióstr Miłosierdzia, Stefanię (1858–1895) felicjankę, oraz Zofię. Zajął się majątkiem, a od 1853 także działalnością w Towarzystwie Rolniczym Krakowskim. Latem 1860 za sprawą Gołuchowskiego, powołany został do Rady Państwa w Wiedniu (31 maja – 27 września 1860) kilkakrotnie zabierał głos, m.in. w sprawie używania języka polskiego w urzędach i sądownictwie, zmniejszenia podatku od piwa, złego administrowania przez rząd funduszami na edukację. W 1863 uzyskał mandat do Sejmu Krajowego w wyborach uzupełniających w kurii wielkiej własności obwodu tarnowskiego. Przeciwny powstaniu styczniowemu, wsparł je jednak wpłacając na pożyczkę narodową kilka tysięcy złotych. W Sejmie był jednym z inicjatorów adresu do cesarza dziękującego za amnestię dla skazanych za działalność związaną z powstaniem. Wybrany na posła po raz kolejny w 1870, tym razem z obwodu krakowskiego, nie dotrwał do końca kadencji i już w 1872 złożył mandat. W wyborach 1883 uzyskał mandat z kurii IV w okręgu Dukla, Krosno i Żmigród; był posłem do końca kadencji w 1889. W Sejmie nie związał się z żadnym stronnictwem, reprezentował jednak poglądy konserwatywne. Pracował głównie w komisjach podatkowej, drogowej i gorzelnianej; zajmował się sprawami podatkowymi, a przede wszystkim administracyjnymi. W liście z 27 września 1880 Florian Ziemiałkowski zaproponował mu przyjęcie laski marszałkowskiej, jednak Starowieyski odmówił.
W latach 1861–1892 Starowieyski był kuratorem ekonomicznym Zakładu Narodowego im. Ossolińskich we Lwowie. W latach 1863–95 wchodził w skład Rady Nadzorczej Towarzystwa Wzajemnych Ubezpieczeń w Krakowie od 1883 do 1887 pełniąc funkcję prezesa. Od 1867 był członkiem Rady Powiatowej w Krośnie, sprawując w latach 1867–1888 funkcję jej prezesa. W latach 1870–1875 był prezesem Wydziału Okręgowego Galicyjskiego Towarzystwa Kredytowego Ziemskiego w Krośnie. W 1874 został też prezesem założonego wtedy w Krośnie Towarzystwa Zaliczkowego. Dn. 17 VII 1877 za zasługi dla Krosna i powiatu otrzymał tytuł honorowego obywatela Krosna. W latach 1870–1873 był członkiem Krakowskiej Kasy Oszczędności. W 1887 cesarz Franciszek Józef I mianował go dożywotnim członkiem Izby Panów w Radzie Państwa w Wiedniu, 17 stycznia 1891 otrzymał od papieża Leona XIII godność tajnego podkomorzego. Pochowany został 21 marca 1895 w Odrzykoniu.